# Et s'il fallait le faire
«Et s'il fallait le faire» fue la canción elegida por France Télévisions para representar a Francia en el Festival de la Canción de Eurovisión 2009 que se celebró en la capital rusa, Moscú, el 16 de mayo de 2009 e interpretada por Patricia Kaas
Recibió 107 puntos obteniendo la octava posición de los veinticinco finalistas. La mayor puntuación se la otorogó Rusia (diez puntos) y fue la única canción del "Top 10" que no recibió la máxima posible (doce puntos). El sistema de voto en esta edición del festival fue 50% jurado y 50% de televoto. Si sólo se hubiesen contabilizado los puntos del jurado, habría obtenido la cuarta posición con 164 votos. Con todo, ha sido la mejor posición francesa en el festival desde el año 2002.
Patricia Kaas ya tenía una consolidada carrera musical, habiendo vendido más de 16 millones de discos. Se trata del primer sencillo de su álbum Kabaret, una balada que va cobrando fuerza a medida que pasan los segundos, escrita totalmente en francés tras la polémica suscitada por el idioma de la edición anterior con Sébastien Tellier. Fue compuesta por Anse Lazio y Fred Blondin. En su puesta en escena, Patricia apareció sola en el escenario con un micrófono de pie. Recibió una gran ovación que ya había comenzado segundos antes de finalizar la canción.

## Listas de éxitos
| Lista                           | Puesto |
| ------------------------------- | ------ |
| Belgian Singles Chart (Flandes) | 71     |
| Belgian Singles Chart (Valonia) | 58     |
| French Singles Chart            | 41     |
| Russian Airplay Chart           | 227    |